# متریش
مترایش (به آلمانی: Metterich) یک شهر در آلمان است که در بیتبورگ-پروم واقع شده‌است.